# Liste der Wappen im Landkreis Northeim
Diese Liste der Wappen im Landkreis Northeim zeigt die Wappen der Gemeinden im Landkreis Northeim (Niedersachsen).

## Landkreis Northeim

Landkreis Northeim Über von Gold und Blau gespaltenem Schildfuß gespalten von Blau und Gold zwei hochaufgerichtete, einander zugewandte rotbewehrte Löwen in verwechselten Farben. → Details
Lage des Landkreises Northeim in Niedersachsen

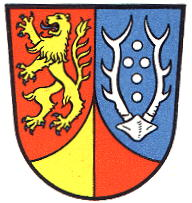
Landkreis Einbeck (1950–1974) Im geteilten Schild rechts in Rot ein aufrechter blaubewehrter und blaubezungter goldener Löwe, links in Blau ein silbernes Achtender-Hirschgeweih, zwischen den Stangen fünf silberne Kugeln in Kreuzform, unten eine von Gold und Rot steigende geschweifte Spitze. → Details
Landkreis Gandersheim (1960–1977) Im von Schwarz und Gold gespaltenem Schild zwei schreitende rotbezungte und rotbewehrte leopardierte Löwen in verwechselten Farben übereinander.
Landkreis Gandersheim (1946–1960) Im gespaltenen Schild vorne in Rot ein linksgewendetes hochaufgerichtetes silbernes Pferd, hinten in Schwarz vier goldene Schrägbalken.
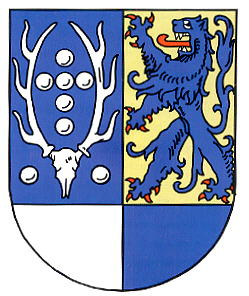
Kreis Uslar (1931–1932) Über von Silber und Blau gespaltenem Schildfuß gespalten von Blau und Gold; vorne ein silbernes Achtender-Hirschgeweih mit dem Grind, der Grind ist beseitet von je einer silbernen Kugel; zwischen den Geweihstangen sechs silberne Kugeln; hinten ein hochaufgerichteter rotbewehrter blauer Löwe. → Details

## Wappen der Städte und Gemeinden

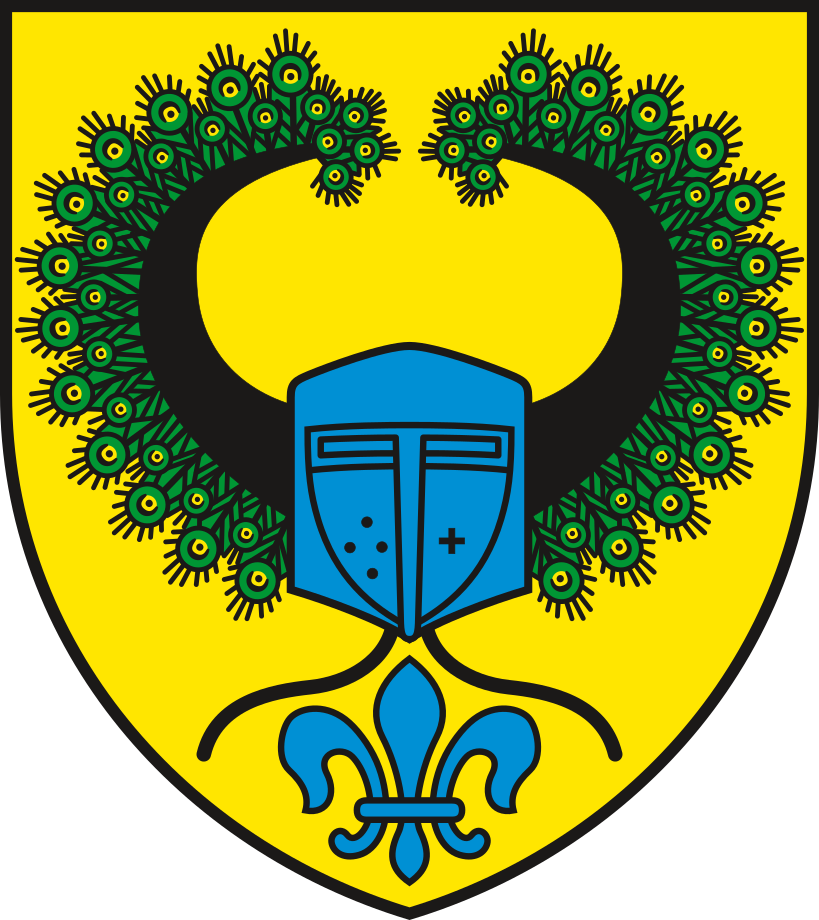
Stadt Bad Gandersheim Im goldenen Schild ein silberner Topfhelm, dessen Helmzier, zwei gebogene schwarze Büffelhörner, mit einer Doppelreihe grüner Pfauenfedern besteckt ist; vom Helm hängen zwei rote Bänder herab, zwischen denen eine blaue Lilie schwebt. → Details
Flecken Bodenfelde Über von Silber und Blau gespaltenem Wellen-Schildfuß, darin rechts eine blaue Kugel, ist der Schild gespalten von Blau und Silber; rechts eine aufrechte silberne Hirschstange, links ein schrägliegender blauer Salzhaken, der von je einer blauen Kugel begleitet wird. → Details
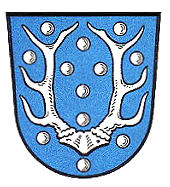
Stadt Dassel Im blauen, mit zwölf silbernen Kugeln bestreuten Feld ein silbernes Achtender-Hirschgeweih mit dem Grind. → Details
Stadt Einbeck In Rot eine silberne Zinnenmauer, flankiert von zwei runden Zinnentürmen, dazwischen auf silbernem Sockel ein nach links gewendeter goldener Löwe; in dem oben durch einen Kleeblattbogen geschlossenen Torbogen ein silberner Wellenbalken.
Stadt Hardegsen Im blauen Feld ein springendes silbernes Ross.
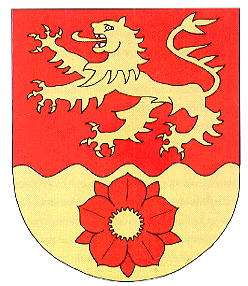
Gemeinde Kalefeld Im durch Wellenschnitt geteilten Wappen im Schildfuß in Gold eine rote Rose mit goldenen Butzen, darüber in Rot ein goldener schreitender Löwe.
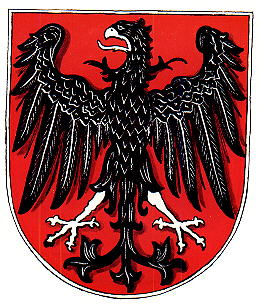
Gemeinde Katlenburg-Lindau Im roten Schild ein schwarzer, silbern bewehrter Adler.
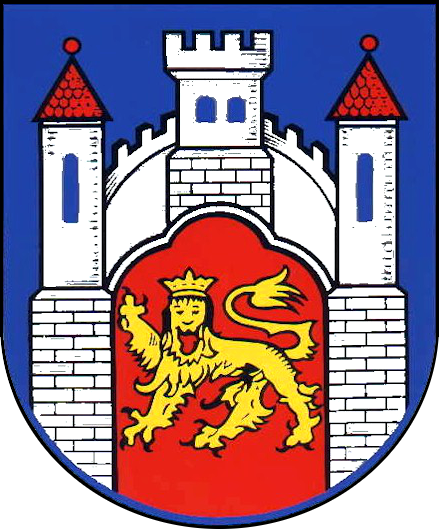
Stadt Moringen In Blau eine dreitürmige silberne Burg mit gesimstem breiten Mittelturm, den bogenförmige Zinnenmauern mit den rot bedachten seitlichen Spitztürmen verbinden; im kleeblattförmigen Torbogen in Rot ein schreitender gekrönter goldener Leopard.
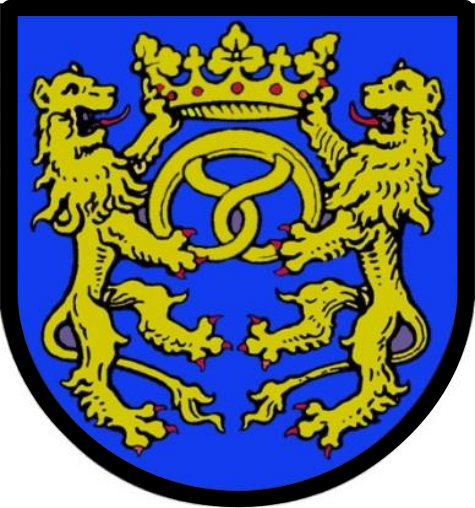
Flecken Nörten-Hardenberg In Blau zwei zugewendete rotbewehrte goldene Löwen mit untergeschlagenem Schwanz, die mit je einer Vorderpranke eine goldene Brezel, mit der anderen über dieser eine goldene Krone halten.
Kreisstadt Northeim In Grün über rotem erhöhten Dreiberg, darin ein goldener schreitender Löwe, eine silberne Burg, mit einem silbernen gotischen „N“ belegt, mit drei rot bedachten Türmen, flankiert von zwei Türmen gleicher Art.
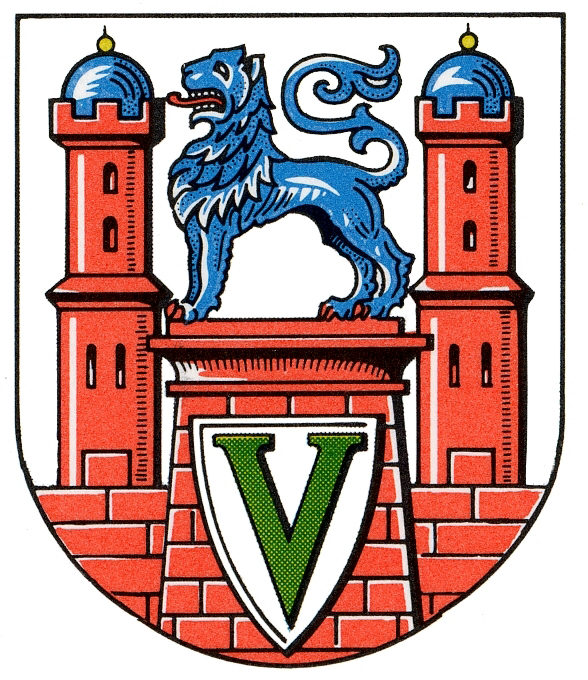
Stadt Uslar In Silber eine geziegelte rote Zinnenmauer, darüber zwei roten Zinnentürme mit blauen Kuppeldächern, worauf eine goldene Kugel; vor der Mauer ein geziegelter roter Sockel, belegt mit einem silbernen Schild, darin der grüne Buchstabe „V“; auf dem Sockel steht ein rotbewehrter und rotbezungter blauer Löwe. → Details

## Ehemalige Gemeinden mit eigenem Wappen

### Ortsteile der Stadt Bad Gandersheim

Ortsteil Altgandersheim

### Ortsteile der Stadt Dassel

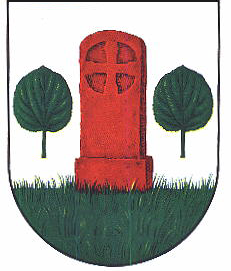
Ortsteil Amelsen
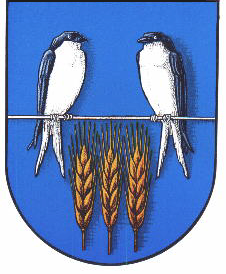
Ortsteil Deitersen
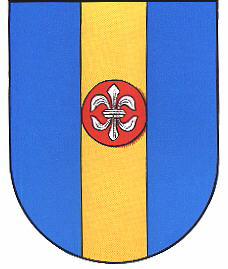
Ortsteil Ellensen
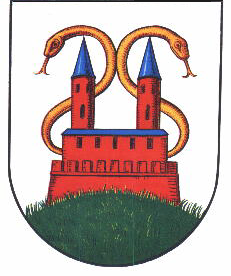
Ortsteil Hilwartshausen
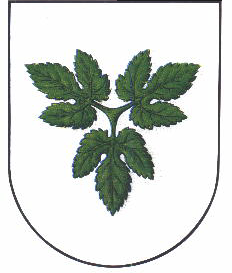
Ortsteil Hoppensen
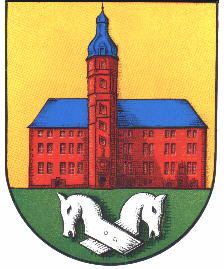
Ortsteil Hunnesrück
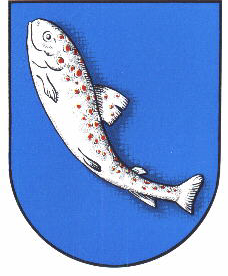
Ortsteil Krimmensen
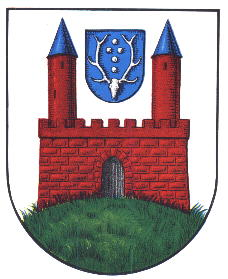
Ortsteil Lauenberg
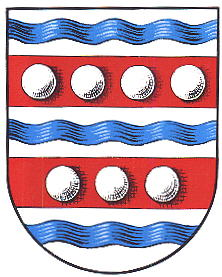
Ortsteil Lüthorst
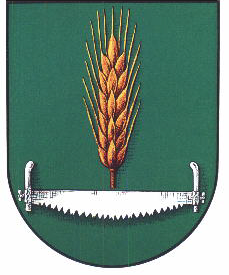
Ortsteil Mackensen
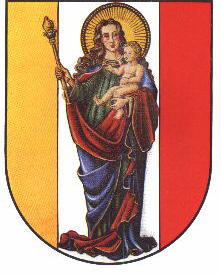
Ortsteil Markoldendorf
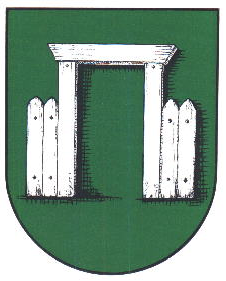
Ortsteil Portenhagen
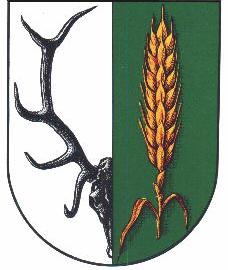
Ortsteil Sievershausen
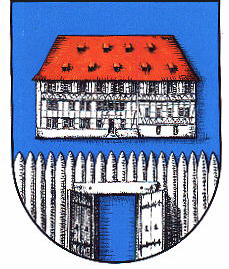
Ortsteil Wellersen

### Ortsteile der Stadt Einbeck

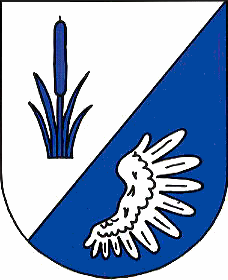
Ortsteil Bentierode
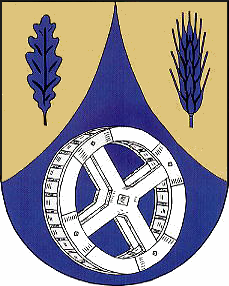
Ortsteil Billerbeck
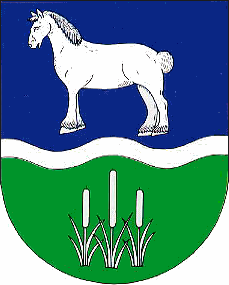
Ortsteil Bruchhof
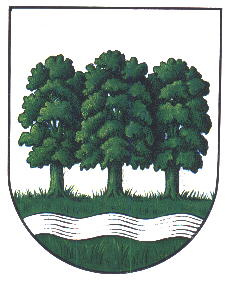
Ortsteil Drüber
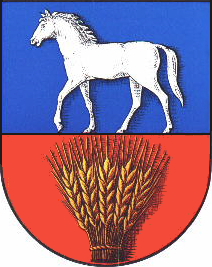
Ortsteil Edemissen
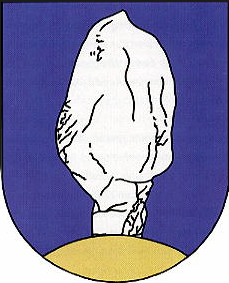
Ortsteil Erzhausen
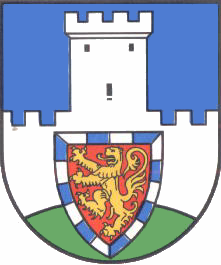
Ortsteil Greene
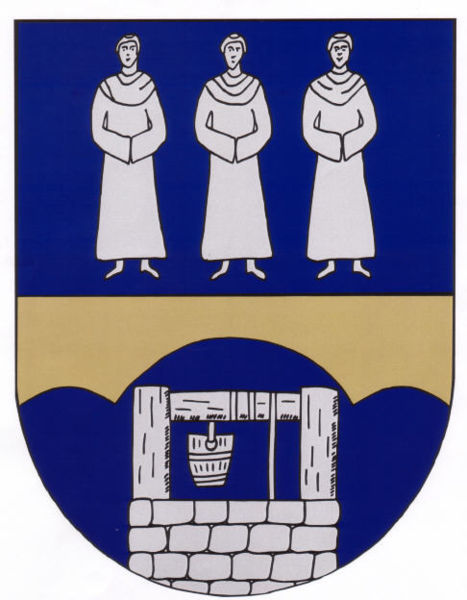
Ortsteil Holtershausen
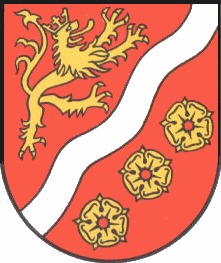
Ortsteil Kreiensen
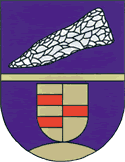
Ortsteil Naensen
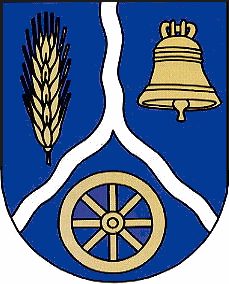
Ortsteil Olxheim
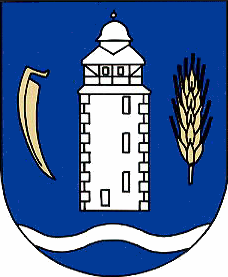
Ortsteil Opperhausen
Ortsteil Orxhausen
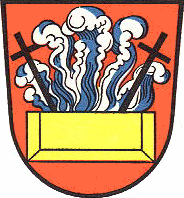
Ortsteil Salzderhelden
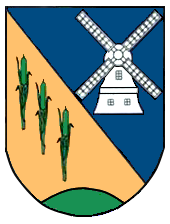
Ortsteil Stroit
Ortsteil Sülbeck

### Ortsteile der Stadt Hardegsen

Ortsteil Asche
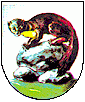
Ortsteil Ellierode
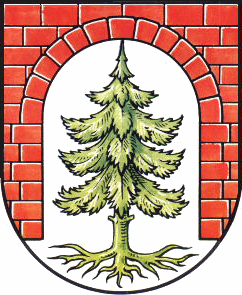
Ortsteil Ertinghausen
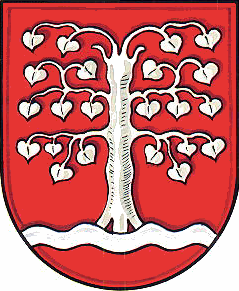
Ortsteil Espol
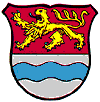
Ortsteil Gladebeck
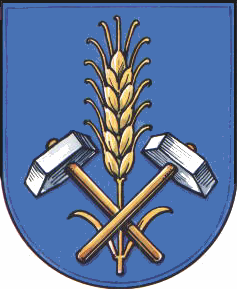
Ortsteil Hettensen
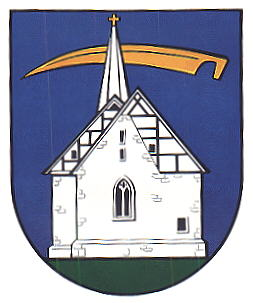
Ortsteil Hevensen
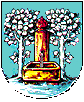
Ortsteil Lichtenborn
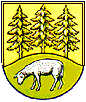
Ortsteil Lutterhausen
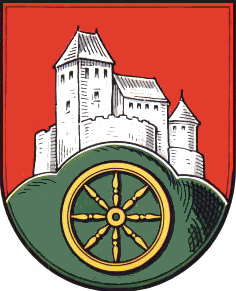
Ortsteil Trögen
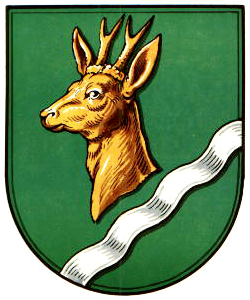
Ortsteil Üssinghausen

### Ortsteile der Stadt Kalefeld

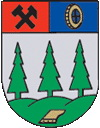
Ortsteil Düderode
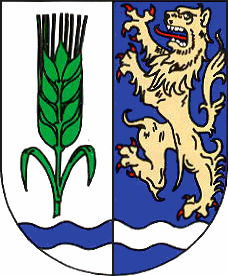
Ortsteil Echte
Ortsteil Eboldshausen
Ortsteil Oldenrode
Ortsteil Oldershausen
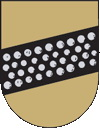
Ortsteil Sebexen
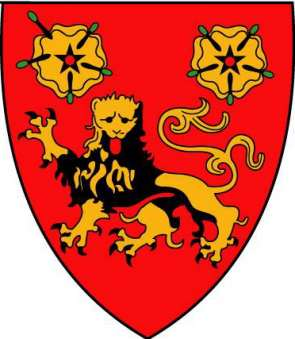
Ortsteil Westerhof
Ortsteil Wiershausen
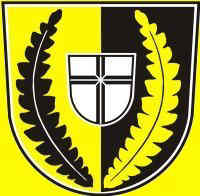
Ortsteil Willershausen

### Ortsteile der Gemeinde Katlenburg-Lindau

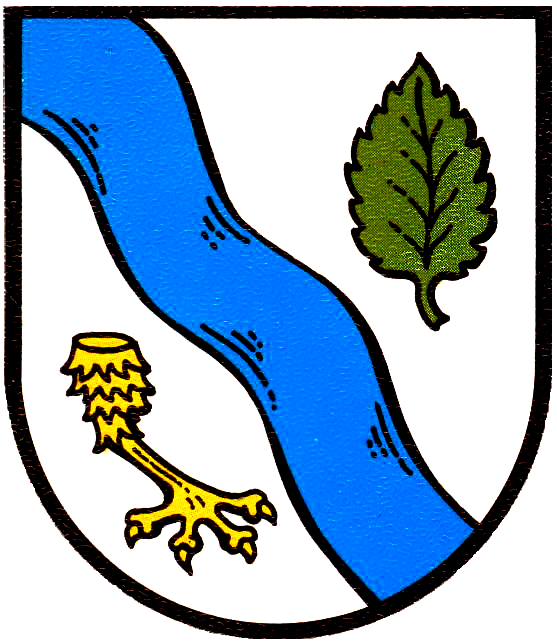
Ortsteil Berka
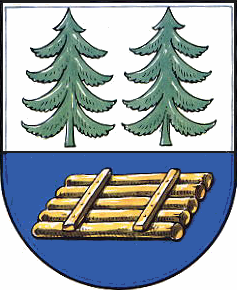
Ortsteil Elvershausen
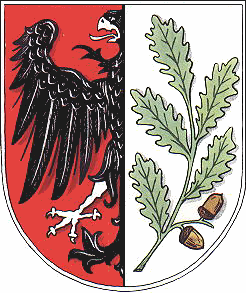
Ortsteil Gillersheim
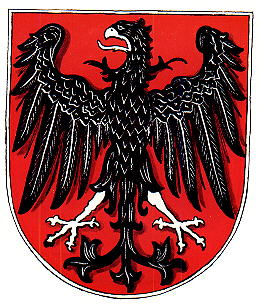
Ortsteil Katlenburg
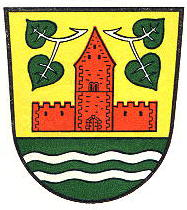
Ortsteil Lindau
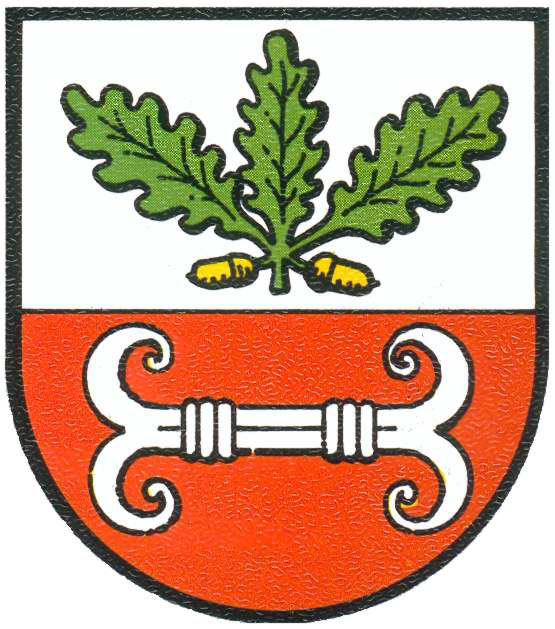
Ortsteil Suterode
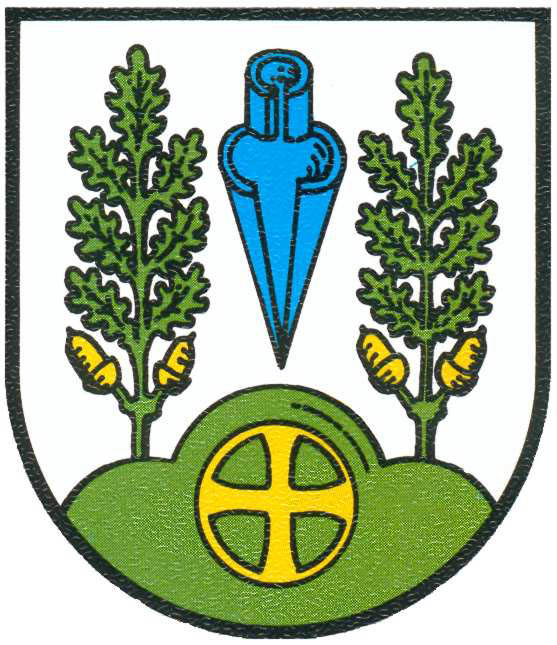
Ortsteil Wachenhausen

### Ortsteile der Stadt Moringen

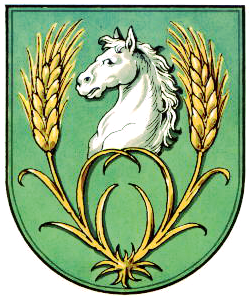
Ortsteil Behrensen
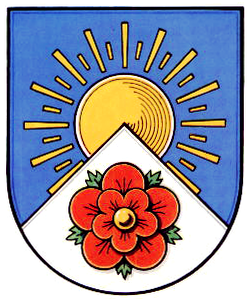
Ortsteil Blankenhagen
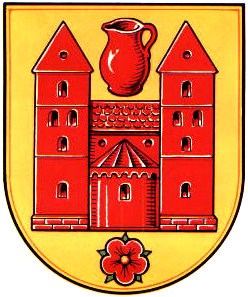
Ortsteil Fredelsloh
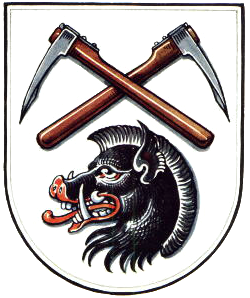
Ortsteil Großenrode
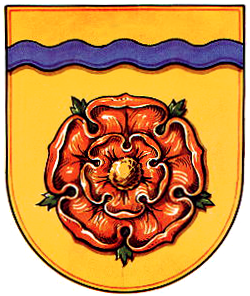
Ortsteil Lutterbeck
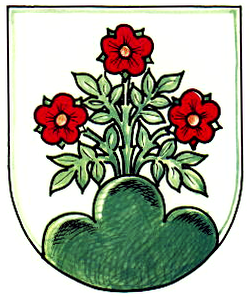
Ortsteil Nienhagen
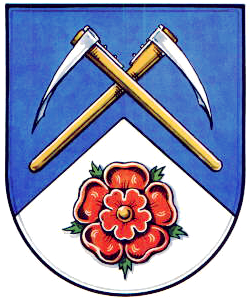
Ortsteil Oldenrode
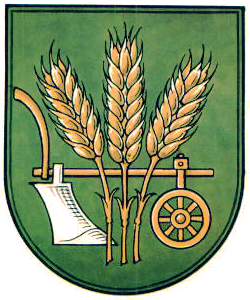
Ortsteil Thüdinghausen

### Ortsteile der Stadt Northeim

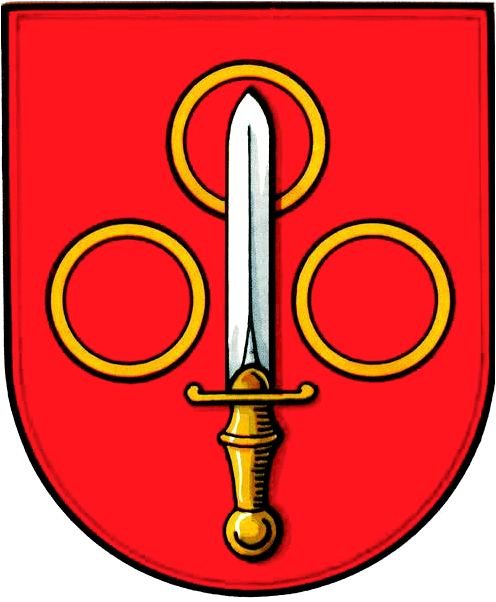
Ortsteil Berwartshausen
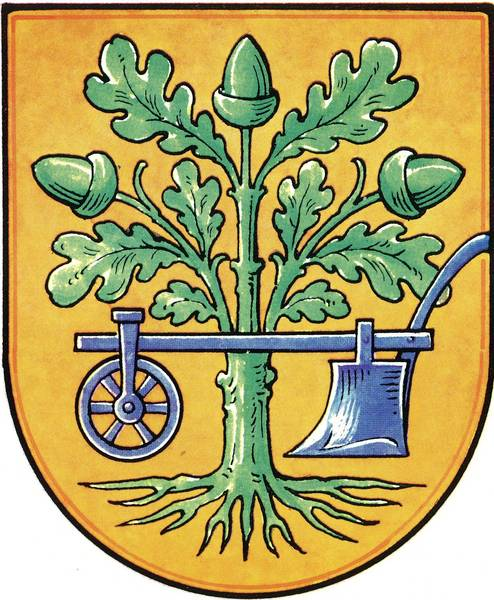
Ortsteil Bühle
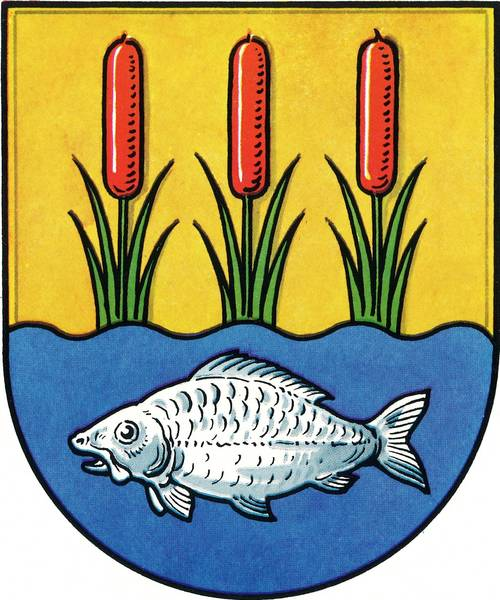
Ortsteil Denkershausen
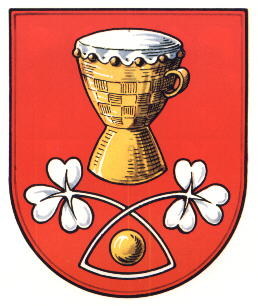
Ortsteil Edesheim
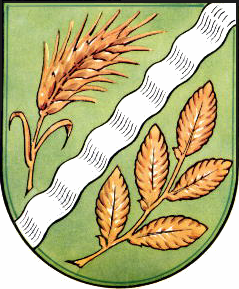
Ortsteil Hammenstedt
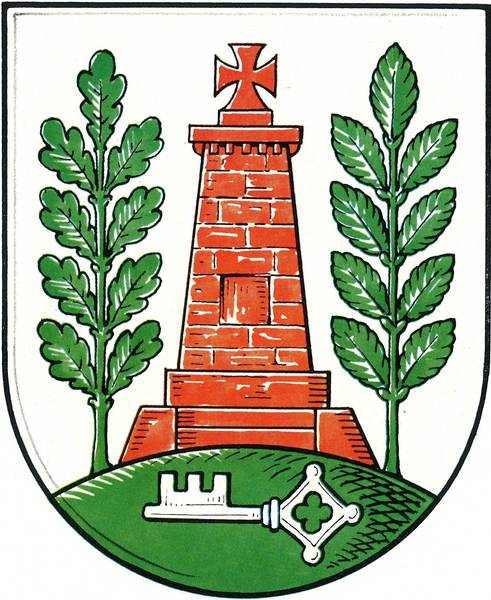
Ortsteil Hillerse
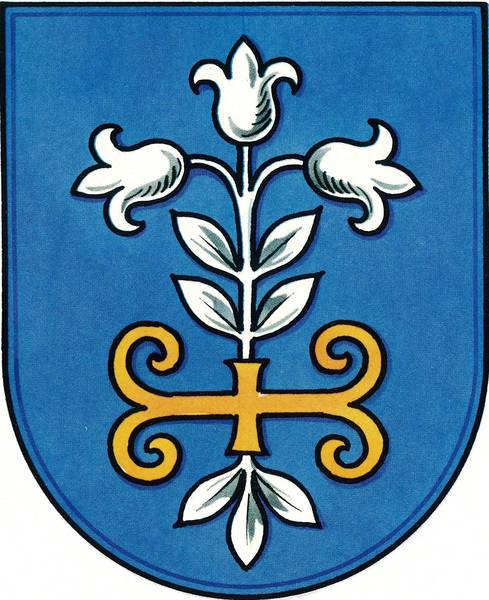
Ortsteil Höckelheim
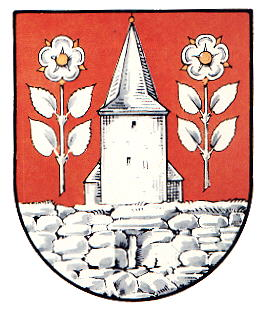
Ortsteil Hohnstedt
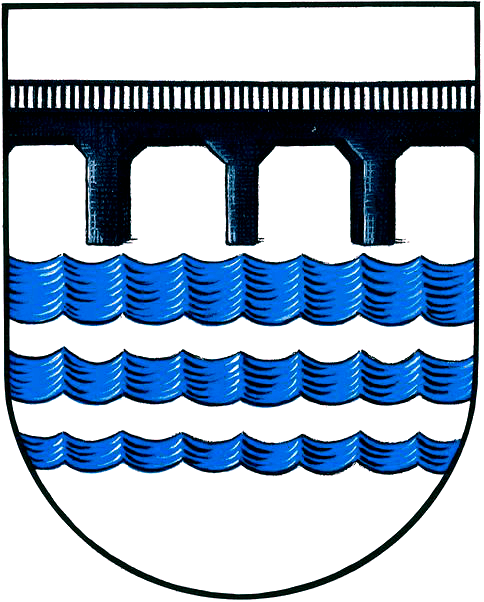
Ortsteil Hollenstedt
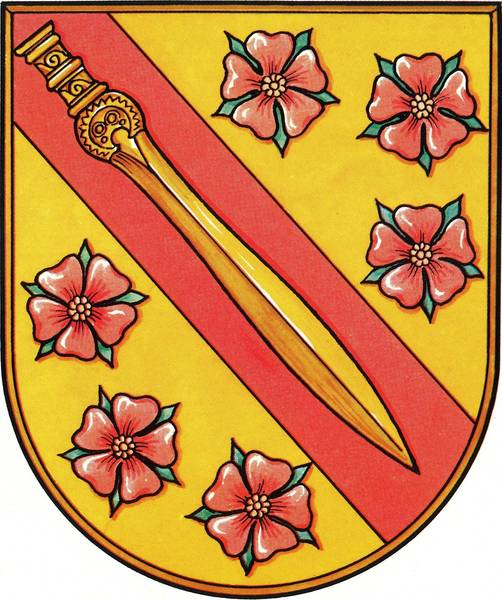
Ortsteil Imbshausen
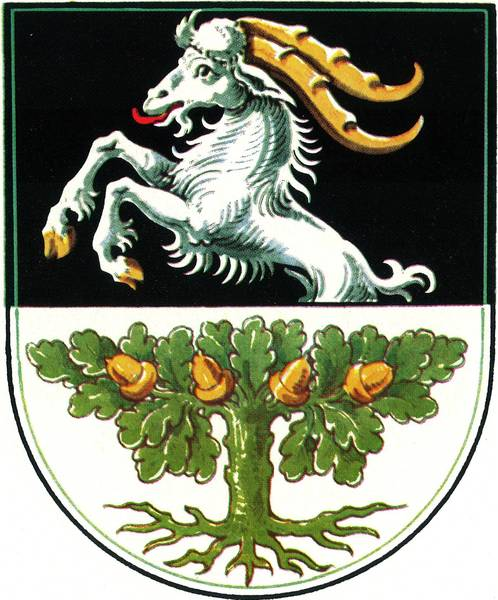
Ortsteil Lagershausen
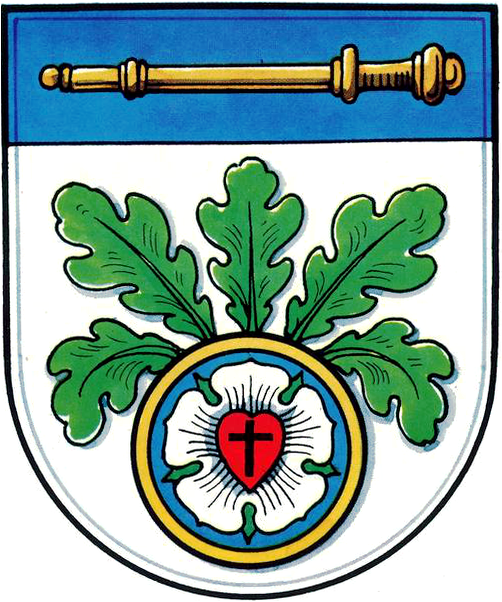
Ortsteil Langenholtensen
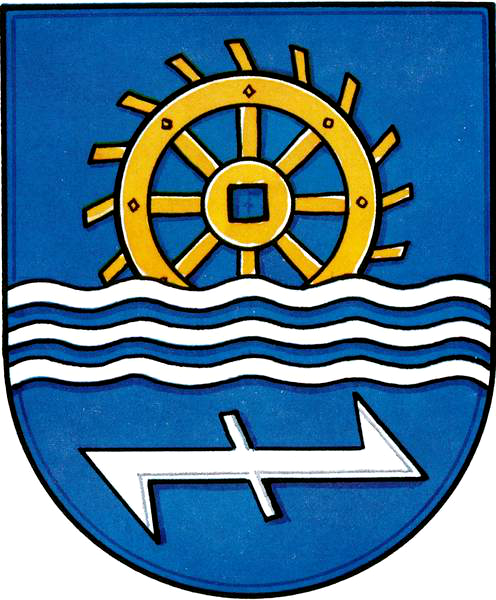
Ortsteil Schnedinghausen
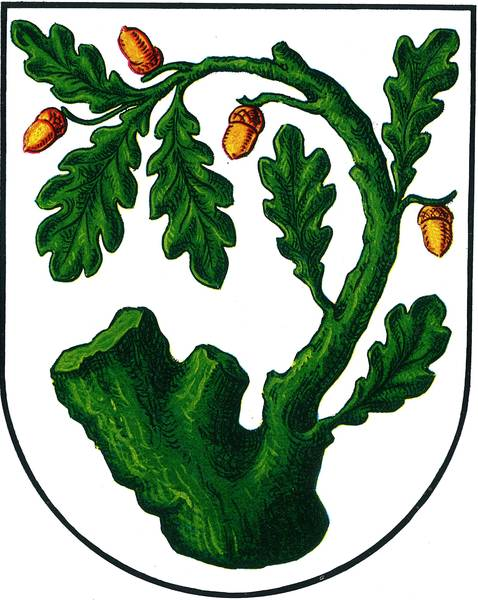
Ortsteil Stöckheim
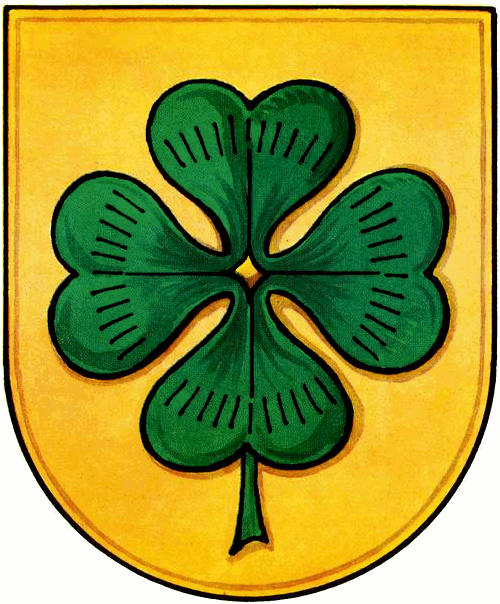
Ortsteil Sudheim

### Ortsteile der Stadt Nörten-Hardenberg

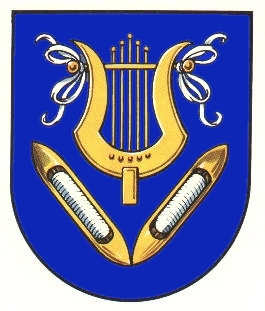
Ortsteil Wolbrechtshausen
Ortsteil Elvese
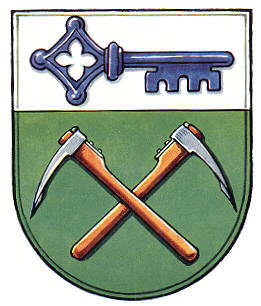
Ortsteil Lütgenrode
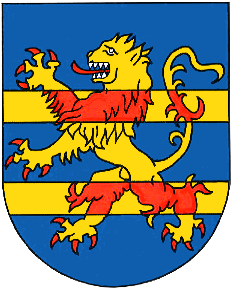
Ortsteil Parensen
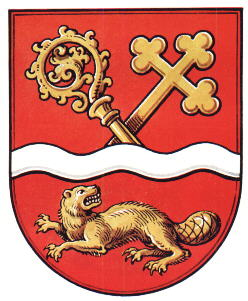
Ortsteil Bishausen
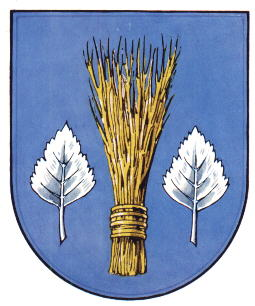
Ortsteil Sudershausen
Ortsteil Angerstein

### Ortsteile der Stadt Uslar

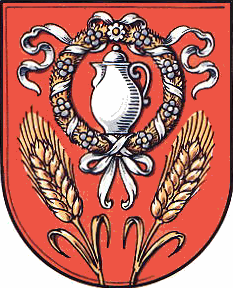
Ortsteil Ahlbershausen
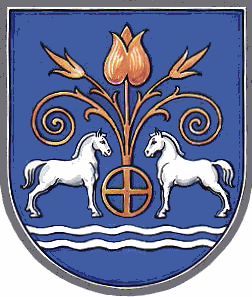
Ortsteil Allershausen
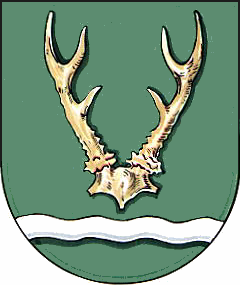
Ortsteil Bollensen
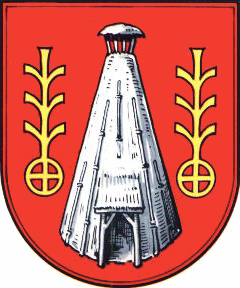
Ortsteil Delliehausen
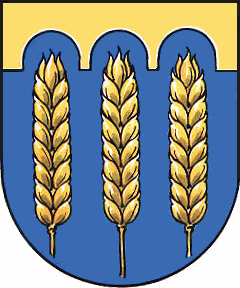
Ortsteil Dinkelhausen
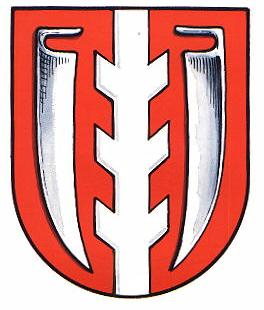
Ortsteil Eschershausen
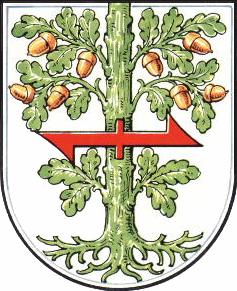
Ortsteil Fürstenhagen
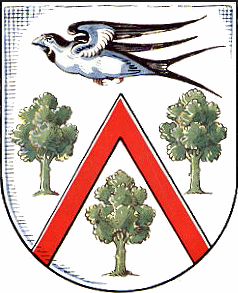
Ortsteil Gierswalde
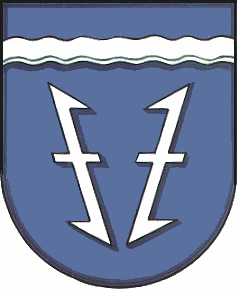
Ortsteil Kammerborn
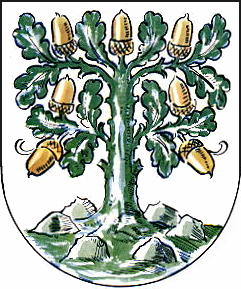
Ortsteil Offensen
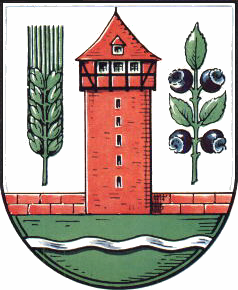
Ortsteil Schlarpe
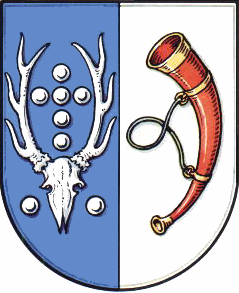
Ortsteil Schönhagen
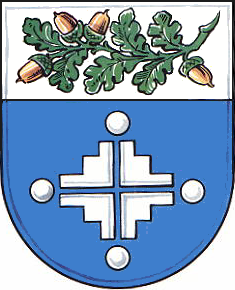
Ortsteil Schoningen
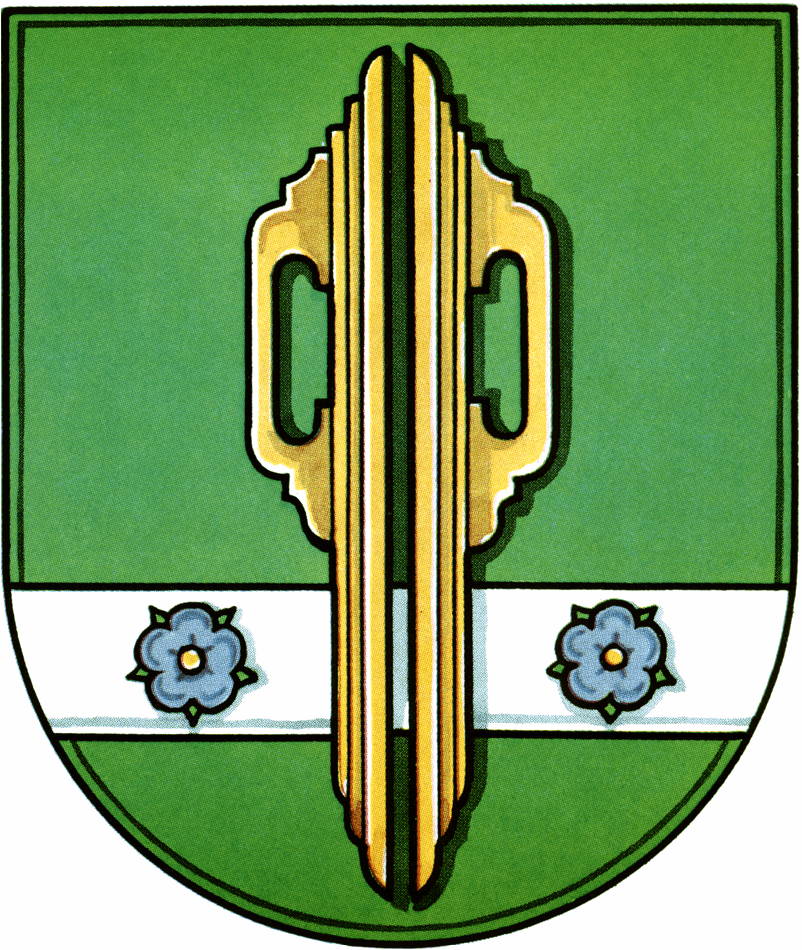
Ortsteil Sohlingen
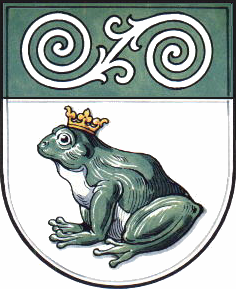
Ortsteil Vahle
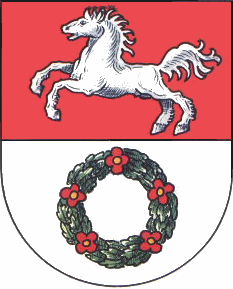
Ortsteil Verliehausen
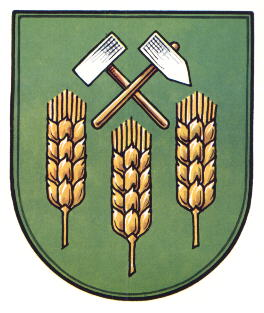
Ortsteil Volpriehausen
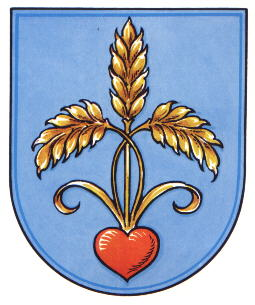
Ortsteil Wiensen

### Andere

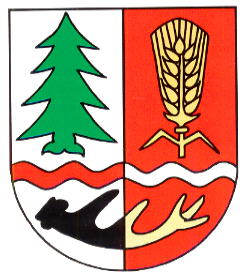
Ortsteil Harriehausen der Stadt Bad Gandersheim
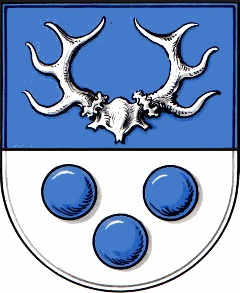
Ortsteil Nienover der Gemeinde Bodenfelde
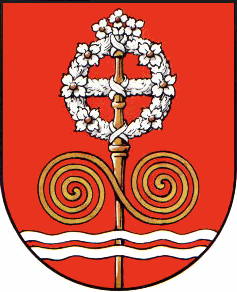
Ortsteil Wahmbeck der Gemeinde Bodenfelde